# Red Velvet — Irene & Seulgi
Red Velvet — Irene & Seulgi (кор. 레드벨벳-아이린&슬기; стилизуется как Red Velvet — IRENE & SEULGI) — первый саб-юнит южнокорейской гёрл-группы Red Velvet, сформированный компанией SM Entertainment в 2020 году. Дебют состоялся 6 июля 2020 года с мини-альбомом Monster.

## Карьера

### 2020: Формирование и дебют
Первые слухи о возможном дебюте саб-юнита Red Velvet появились в апреле 2020 года, когда Айрин и Сыльги были замечены на съёмках неизвестного проекта. 21 апреля SM Entertainment подтвердили данную информацию, однако изначальный дебют, запланированный на 15 июня, перенесли на июль в целях достижения более высокого качества музыки. Позднее было анонсировано, что дебют состоится 6 июля.
Первый тизер был представлен 31 мая, в конце июня были опубликованы фото и видео-тизеры каждой участницы, а 4 и 5 июля — выложены тизеры видеоклипа «Monster». Релиз дебютного мини-альбома Monster состоялся 6 июля в 18:00 по корейскому времени, а клип выпустили днём позднее из-за неизвестной задержки. В результате сложившейся ситуации поклонники группы вывели в мировые тренды Твиттера сообщения «Где клип» (англ. Where Is MV) и «SM, извинись» (англ. SM Apologize). 8 июля в рамках проекта «The Stage» были представлены две танцевальные версии «Monster». За первые сутки видеоклип набрал 11 479 853 просмотра, что стало лучшим результатом среди саб-юнитов SM Entertainment после видеоклипа «몰랐니 (Lil’ Touch)» Girls’ Generation — Oh!GG, выпущенном в 2018 году.
10 июля саб-юнит дебютировал на сцене Music Bank. После окончания промоушена с «Monster» Айрин и Сыльги также продвигались с композицией «Naughty», сингл был выпущен 20 июля. 15 июля был опубликован первый тизер видеоклипа. С 8 июля по 8 сентября выходило реалити-шоу, посвящённое дуэту — спин-офф проекта группы Red Velvet Level Up Project! (кор. 레벨 업 프로젝트!). 18 августа Айрин и Сыльги выступили на TIME100 Talks, серии живых мероприятий, в которых мировые лидеры рассказывают об инновационных решениях насущных глобальных проблем и поощряют междисциплинарные действия среди заинтересованных сторон. Перед выступлением с «Monster» они также выразили признательность и поддержку работникам здравоохранения, находящимся на передовой борьбы с пандемией COVID-19.

## Участницы
| Сценический псевдоним | Сценический псевдоним | Настоящее имя | Настоящее имя | Дата рождения | Позиция в группе                                                 |
| Основной              | Другой                | На русском    | Хангыль       | Дата рождения | Позиция в группе                                                 |
| --------------------- | --------------------- | ------------- | ------------- | ------------- | ---------------------------------------------------------------- |
| Айрин                 | Irene                 | Бэ Джу Хён    | 배주현        | 29.03.1991    | Лидер, главный рэпер, ведущая вокалистка, ведущий танцор, вижуал |
| Сыльги                | Seulgi                | Кан Сыль Ги   | 강슬기        | 10.02.1994    | Главная вокалистка, главный танцор, макнэ                        |

## Дискография

### Мини-альбомы
- Monster (2020)
- Tilt (2025)

## Фильмография

### Реалити-шоу
- Level Up Project I&S (2020)

## Награды и номинации
| Премия                  | Год  | Категория                            | Номинация | Результат | Ссылка |
| ----------------------- | ---- | ------------------------------------ | --------- | --------- | ------ |
| Gaon Chart Music Awards | 2021 | Артист года — Цифровая музыка (Июль) | «Monster» | Номинация |        |
| Golden Disk Awards      | 2021 | Бонсан                               | Monster   | Номинация |        |